# Hagendorfer Graben
Der Hagendorfer Graben ist ein rechter Zufluss zum Sieglüßbach bei Laa an der Thaya in Niederösterreich.
Das in Loosdorf als Loosdorfer Bach entspringende Gewässer fließt nach Norden über Hagendorf ab, wo sich der Name Hagendorfer Graben etablierte. Auf seinem weiteren Weg nach Laa nimmt er zahlreiche Zubringer auf, zunächst etwa den von links aus Ungerndorf kommenden Ungerndorfer Graben und dann den rechts einfließenden Egelseer Graben, der selbst über mehrere Zubringer wie den Wultendorfer Graben und den Sulzgraben verfügt. Südlich von Laa an der Thaya fließt er zusammen mit dem Fallbach und dem Seeschlachtgraben in den Sieglüßbach. Sein Einzugsgebiet umfasst 45,2 km² in weitestgehend offener Landschaft.